# Weltraumkolonisierung

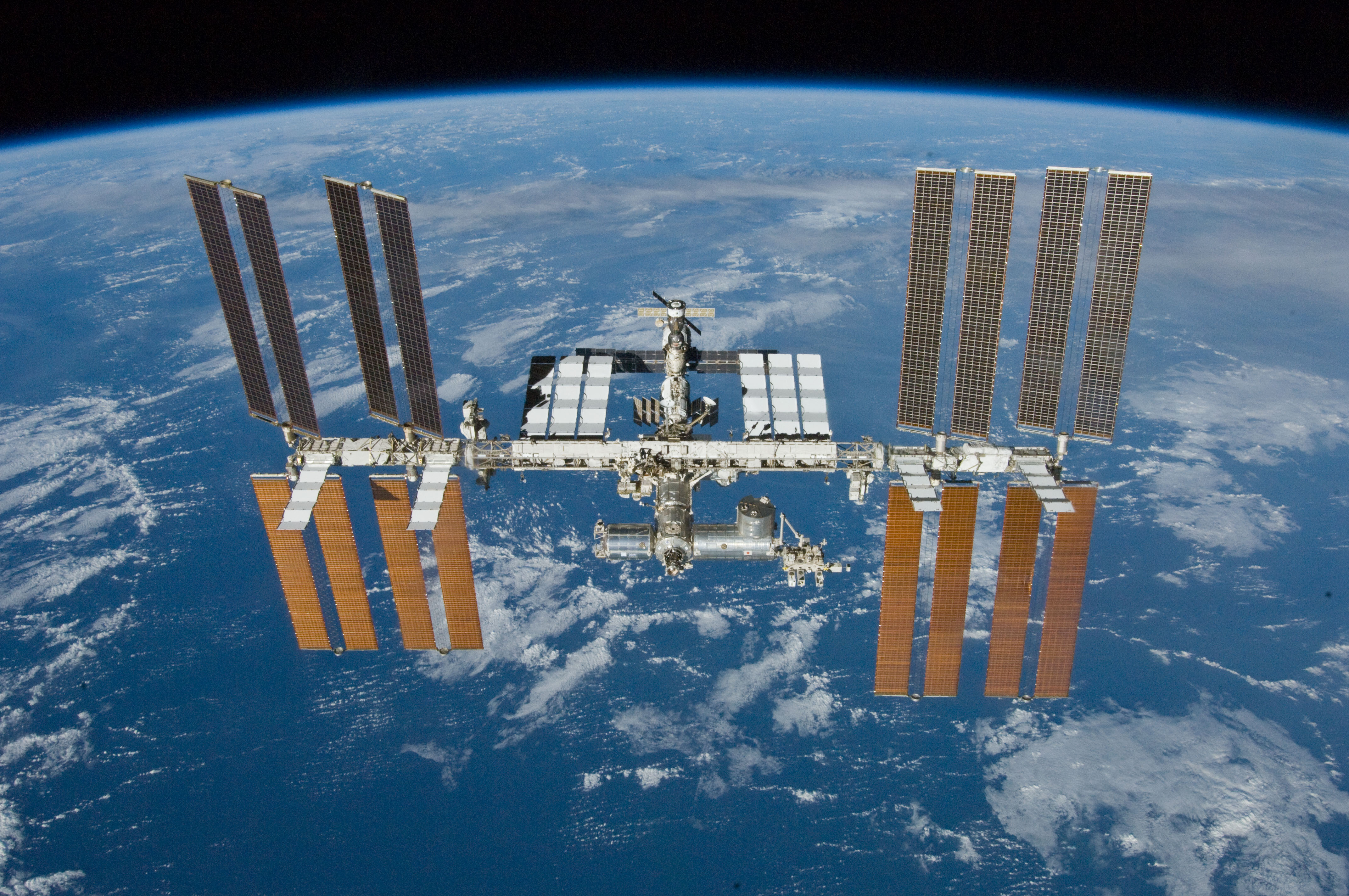
Die ISS am 23. Mai 2010,
aufgenommen aus dem Space Shuttle Atlantis

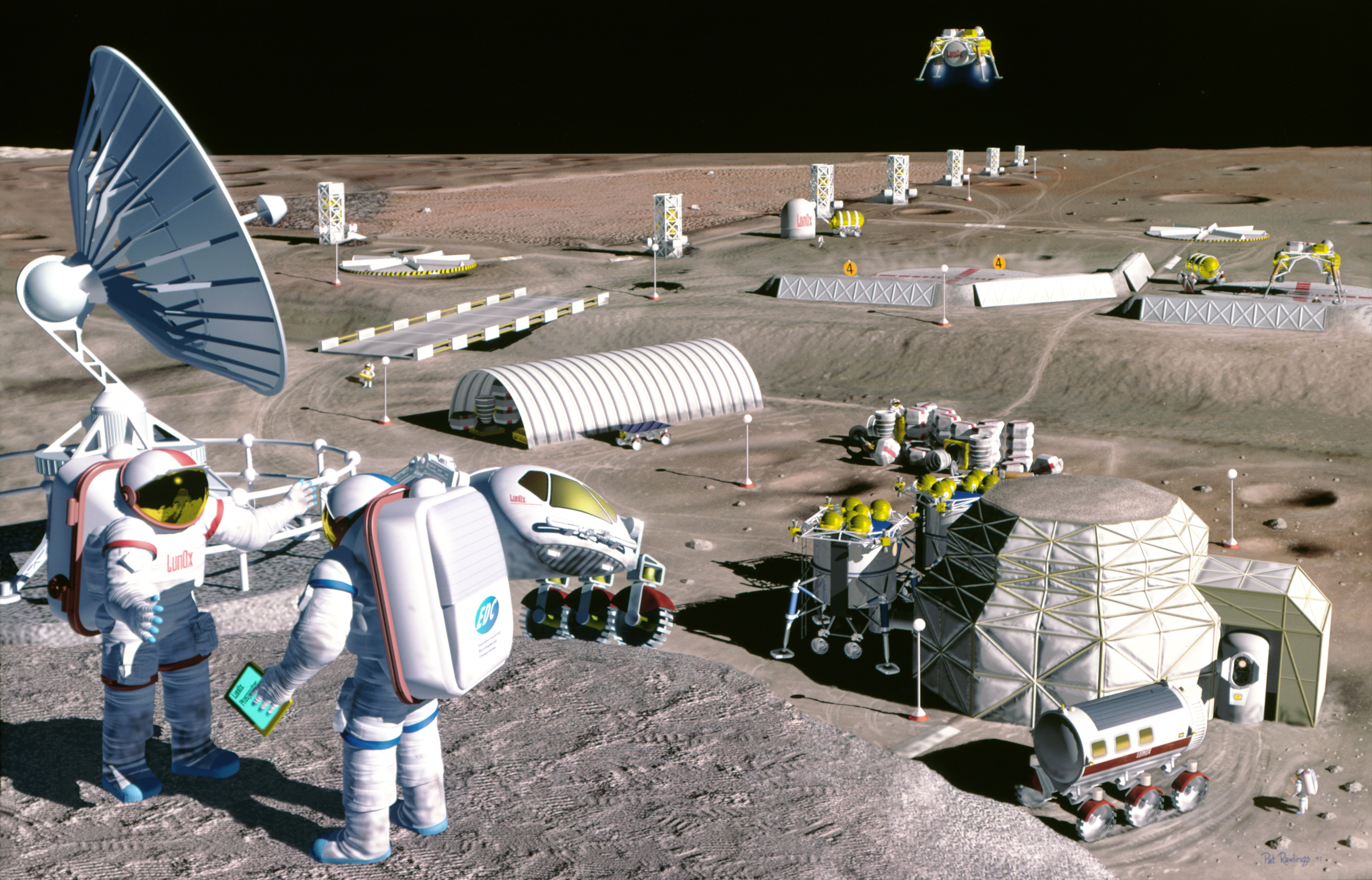
NASA-Vision einer Mondbasis

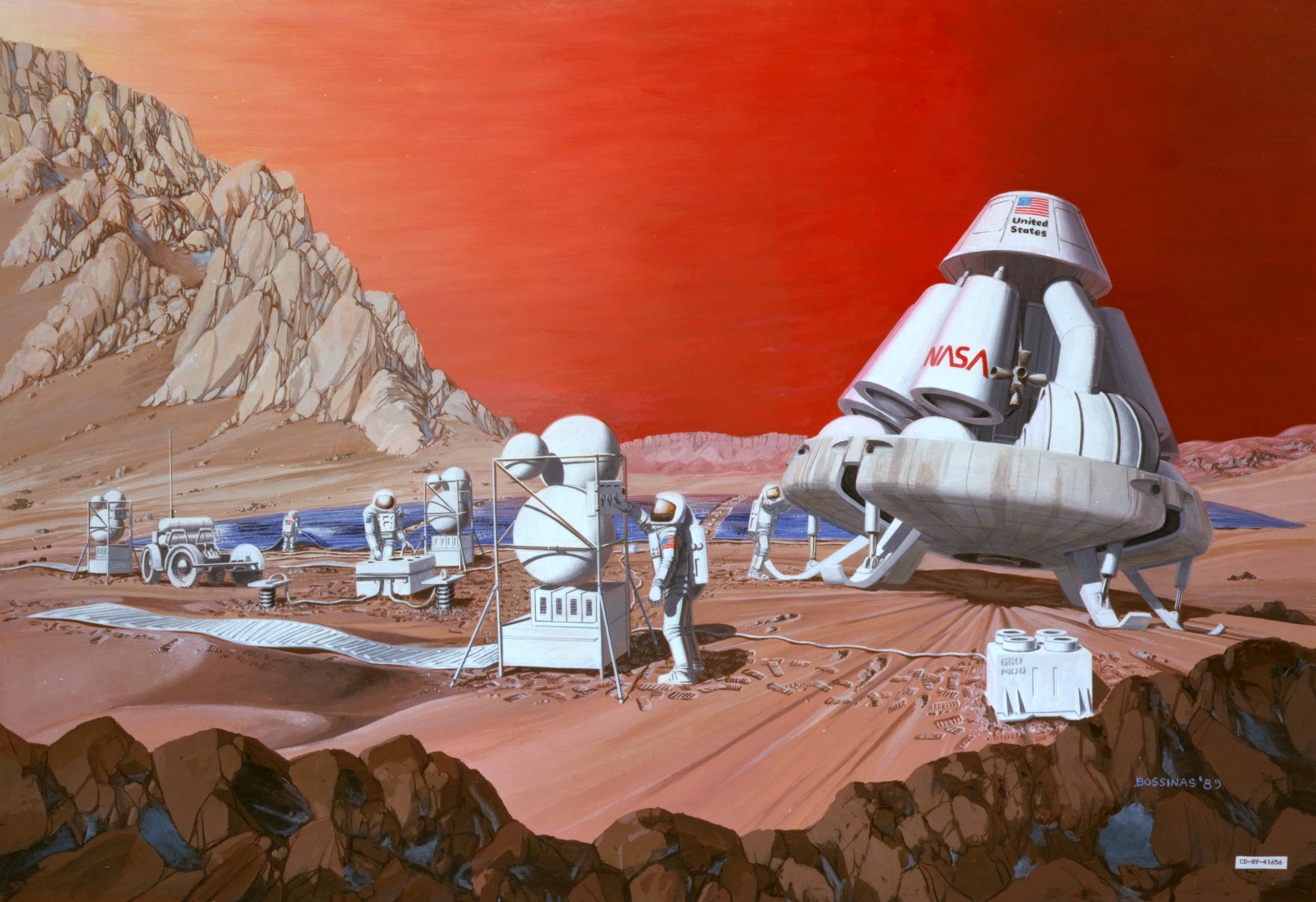
Les Bossinas Konzept einer Marsmission (1989)

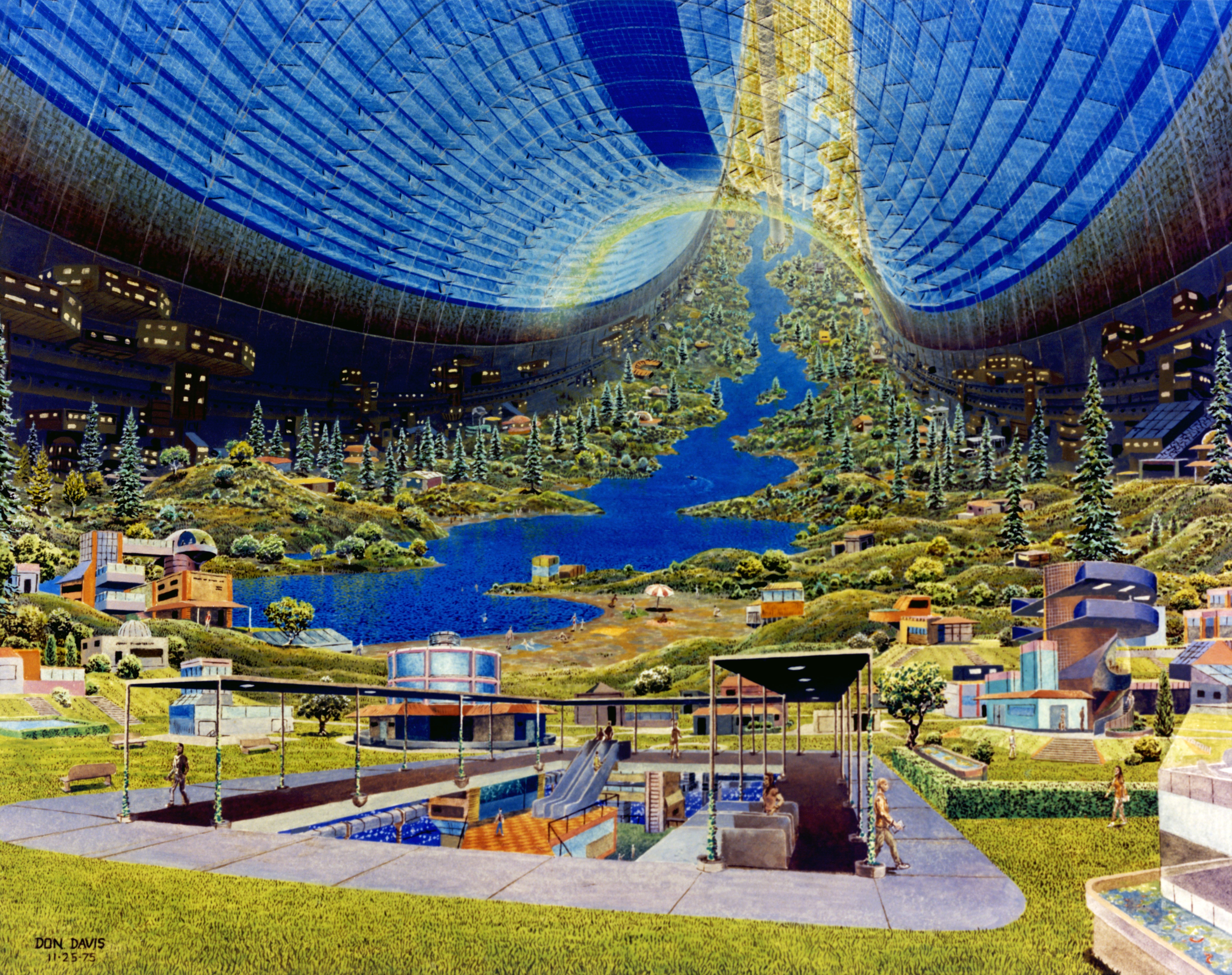
Künstlerische Darstellung eines Weltraumhabitats, Stanford-Torus genannt, von Don Davis

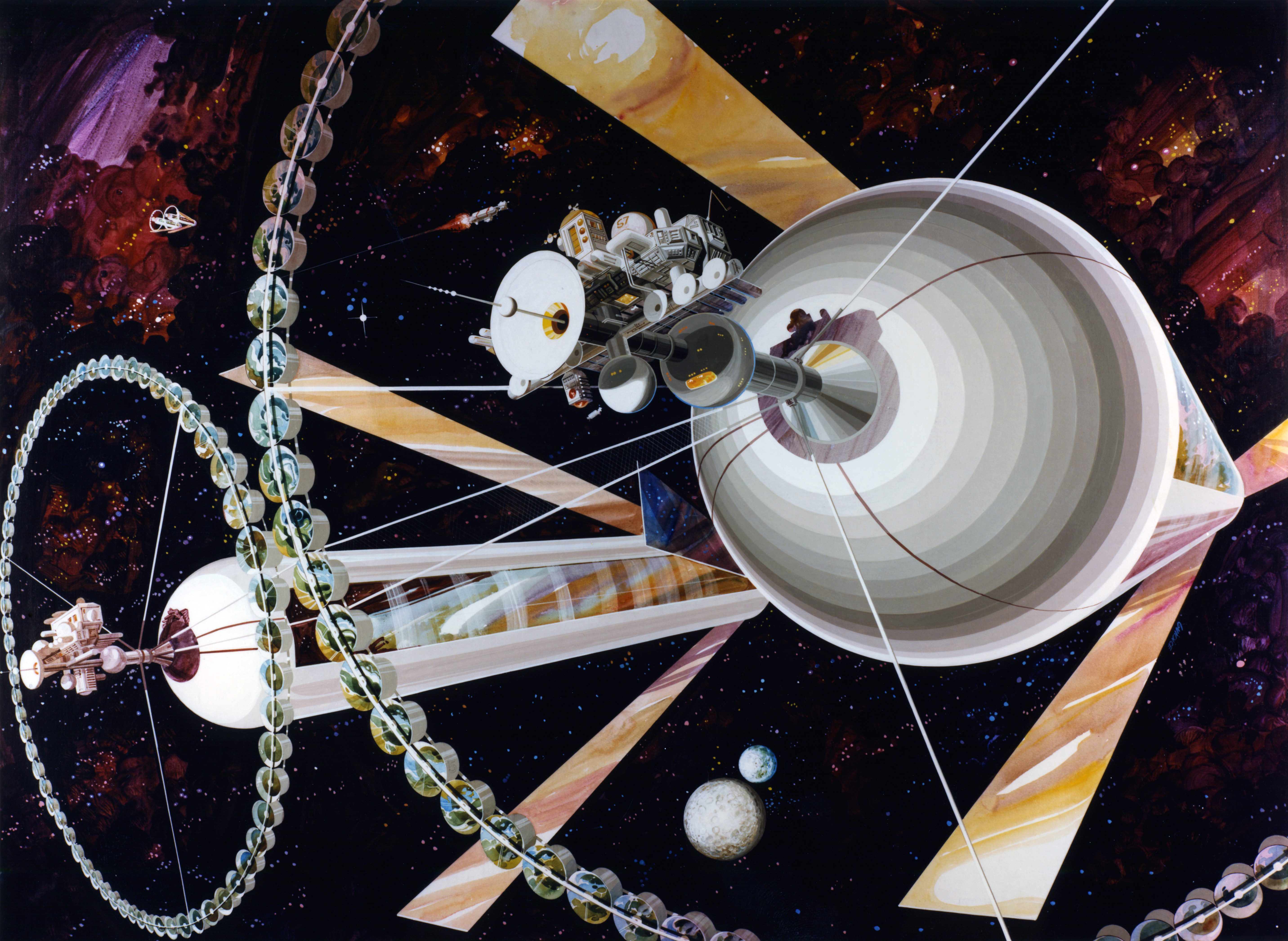
NASA-Illustration zweier O’Neill-Zylinder.

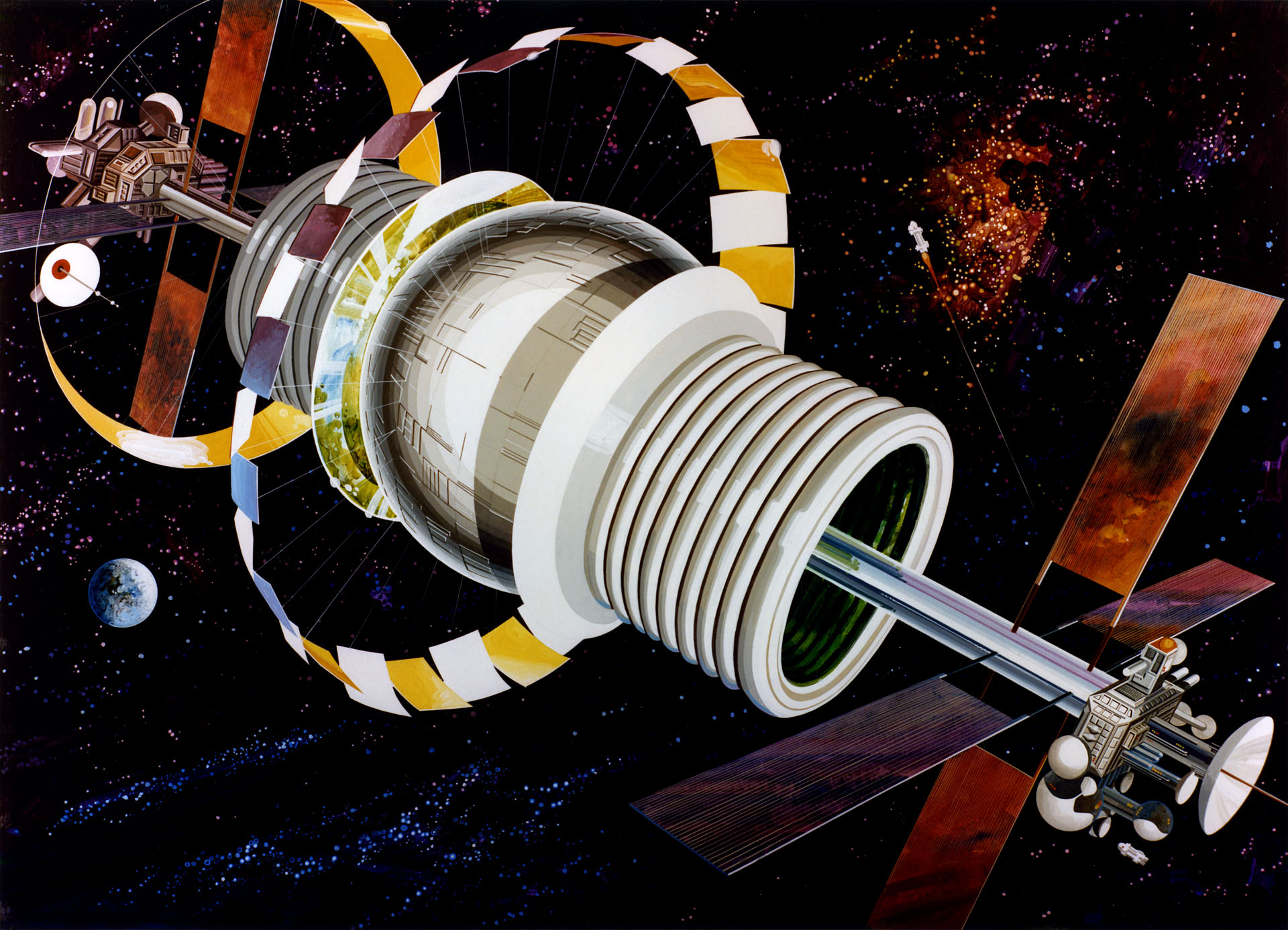
NASA-Entwurf einer Bernal-Sphäre aus den 1970er Jahren

Bei der Weltraumkolonisierung geht es um Ideen und Konzepte zur Gründung und Entwicklung von Kolonien (lat. colonia: Ansiedlung) in Habitaten außerhalb der Erde.
Das Thema schließt sowohl Stationen ein, die sich im freien Weltraum befinden, als auch Stationen auf Himmelskörpern mit oder ohne Atmosphäre. Grundvoraussetzung ist die bemannte Raumfahrt.

## Abgrenzung
Als Beginn der Weltraumkolonisation wird der Betrieb von Raumstationen betrachtet. Häufig wird in Abgrenzung zu temporären Raumlaboren die sowjetische Saljut 6 (1977–1982) als erste vollwertige Raumstation angesehen, da bei ihr durch den zweiten Kopplungsstutzen, der u. a. auch mit Tankeinrichtungen versehen war, erstmals die Ver- und Entsorgung durch weitere Raumschiffe durchgeführt werden konnte. Außerdem wurden die Stammbesatzungen von weiteren Raumfahrern besucht bzw. konnten an Bord der Station abgelöst werden. Das erstmalige Übersetzen zwischen zwei Raumstationen erfolgte 1986 zwischen Mir und Saljut 7 durch Sojus T-15.
In der öffentlichen Wahrnehmung wird die Weltraumkolonisation eher der Science-Fiction zugeordnet.
Eine Kategorisierung der Weltraumkolonisierung kann auch anhand der Entfernung zur Erde erfolgen. Die Entfernung kann auch als Indikator für die benötigte Technologiestufe verwendet werden. Die Weltraumkolonisierung kann erfolgen:
| Stufe 1: | im Erdsystem            | Entfernung: | Lichtsekunden                  |
| Stufe 2: | im inneren Sonnensystem | Entfernung: | Lichtminuten                   |
| Stufe 3: | im äußeren Sonnensystem | Entfernung: | Lichtstunden                   |
| Stufe 4: | im Milchstraßensystem   | Entfernung: | Lichtjahre                     |
| Stufe 5: | im Universum            | Entfernung: | Ausdehnung ≈ 78·109 Lichtjahre |

Wird die Definition von Weltraumkolonisierung berücksichtigt, befindet sich die Menschheit auf Stufe 1. Erste Ansätze und Vorhaben für die Stufe 2, wie die des bemannten Marsflugs, wurden schon zu Zeiten des Apollo-Programms durch Wernher von Braun vorgeschlagen bzw. unterstützt. Bisher fehlte es am politischen Willen, diesen Schritt umzusetzen, was jedoch in den nächsten Jahrzehnten erfolgen könnte. Die Stufen 3–5 zählen in den Bereich der Science-Fiction. Die Menschheit könnte die Stufe 3 unter Berücksichtigung der vorhandenen Technologien und deren Fortschreibung in einem überschaubaren Zeitrahmen erreichen. Die Stufen 4 und 5 sind jedoch nicht abschätzbar, da hierzu vor allem die technologische Entwicklungsstufe fehlt.

## Aktuelle Situation
Zur Beurteilung der aktuellen Lage ist eine Sicht auf die offiziellen Ankündigungen, die vor allem von den USA stammen, sinnvoll:
Im Januar 2004 veröffentlichte der 43. US-Präsident G. W. Bush die neuen Raumfahrtpläne der USA mit dem Ziel, im Jahre 2020 wieder auf dem Mond zu landen. Die Etablierung einer Präsenz der Menschheit auf dem Mond kann die Kosten für spätere Weltraumerkundungen drastisch reduzieren, dies ermöglicht weitere ambitionierte Missionen, … Das Programm wurde unter dem Namen Constellation bekannt.
Im Jahr 2005 erklärte NASA-Administrator Michael Griffin, dass die Weltraumkolonisierung das endgültige Ziel aktueller Weltraumprogramme sei: „… das Ziel ist nicht nur wissenschaftliche Erforschung … es geht ebenso um die Erweiterung menschlicher Lebensräume außerhalb der Erde in unserem Sonnensystem in der Zukunft … Auf lange Sicht wird eine planetengebundene Spezies nicht überleben … Wenn der Mensch hunderttausende oder Millionen Jahre überdauern will, müssen wir unbedingt andere Planeten besiedeln. … Es wird vielleicht sogar Leute geben, die auf Asteroiden Habitate errichten … Ich weiß, dass Menschen das Sonnensystem kolonisieren werden und eines Tages darüber hinausgehen werden.“
Anfang 2010 verkündete der 44. US-Präsident Barack Obama den neuen Haushaltsentwurf der USA und beendete in diesem Zuge das Constellation-Programm. Weiterhin wurde eine Verlängerung der ISS-Finanzierung bis 2020 zugesagt. Die Begründung der Kommission zum Ausstieg aus dem Constellation-Programm sei die fehlende Innovation bei den Technologien und die Unterfinanzierung des Programms, so dass eine Zielerreichung bis 2020 unwahrscheinlich sei.
Im darauf folgenden April stellte Präsident Obama im KSC in Florida seine Pläne für die amerikanische Raumfahrt vor. Danach soll ein Raumschiff für einen bemannten Marsflug bis 2025 zur Verfügung stehen. Die USA wollen erstmals einen Astronauten zu einem Asteroiden schicken und Mitte 2030 soll ein Flug zum Mars ohne Landung erfolgen.
Neben den USA streben auch andere Nationen in den Weltraum vor. Das Raumfahrtprogramm von China hat, neben dem Aufbau einer eigenen Raumstation ab 2021, auch das Ziel einer bemannten Mondlandung ab 2030. Mit dem Erreichen der angestrebten Ziele könnte China die zweitgrößte Raumfahrtnation werden. Das Aurora-Programm der ESA sieht ähnliche Tendenzen in Bezug zu einer Marsmission vor wie die USA, jedoch ist fraglich, wie die Meilensteine ab 2024 mit den vorhandenen finanziellen Mitteln erreicht werden sollen (Aurora-Etat von 2005 bis 2009 ~900 Millionen Euro; ISS Columbus-Modul mit Testeinrichtungen ungefähr 1,4 Milliarden Euro). Eine Möglichkeit sieht ESA-Generaldirektor Dordain (2008) im Einstieg Europas in die bemannte Raumfahrt. Weitere (zukünftige) Raumfahrtnationen spielen aufgrund von deren Raumfahrtetat zurzeit noch keine besondere Rolle.
Zur verbesserten Kommunikation im Weltall und womöglich als Vorreiter für Verbindungen zwischen mehreren Planeten gibt es diverse Forschungsprojekte für interplanetares Internet.

## Weltraumrecht
Für die Weltraumkolonisierung ist der Bereich des Weltraumrechts von besonderer Bedeutung. Während für den Lebensraum Erde schon vielfältige Gesetze und Übereinkommen auf nationaler und internationaler Ebene existieren, ist die Anzahl derer für den Bereich des Weltraums relativ gering. Viele Fragen, die die Akteure (Staaten, Organisationen, Unternehmen, Privatpersonen), deren Haftbarkeit oder deren Nutzungsrechte betreffen, sind noch nicht vollends geklärt und in internationalen Verträgen umgesetzt.

## Die Stufen der Weltraumkolonisierung

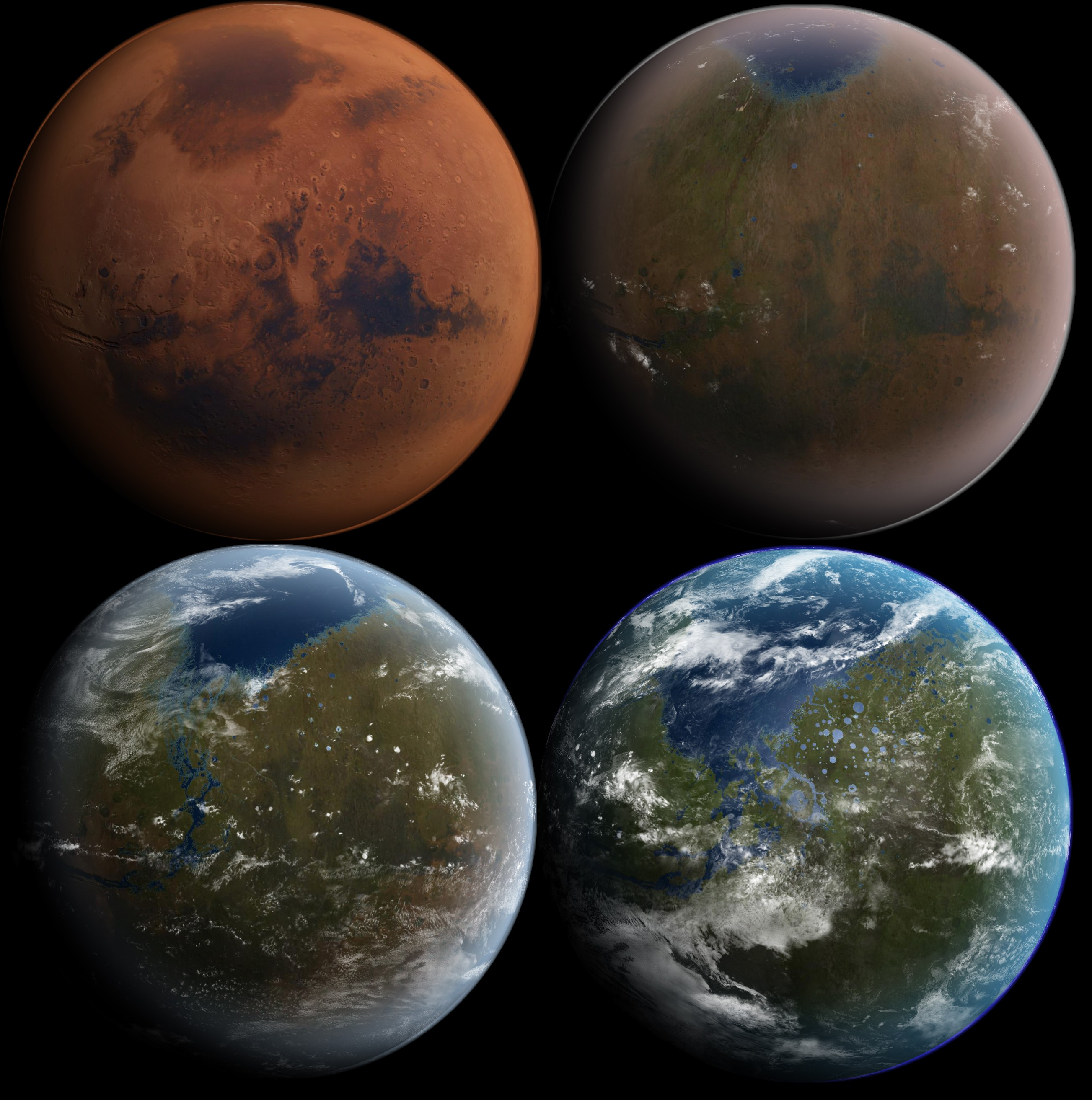
Terraforming des Mars

Weltraumkolonisierung bedeutet, wie in der Definition aufgezeigt, den Bau und die Etablierung von Habitaten bzw. von Kolonien und Gesellschaften. Dies bedeutet, dass dem Menschen die Grundbedürfnisse für dessen Überleben zur Verfügung gestellt werden müssen. Ein Überblick wird durch die maslowsche Bedürfnispyramide gegeben. Hierbei ist jedoch zu beachten, dass in den Anfängen der Weltraumkolonisierung lediglich die ersten zwei Stufen „physiologische Bedürfnisse“ und „Sicherheit“ von großer Relevanz sind:
Physiologische Bedürfnisse:
- Schutz vor schädlichen Umwelteinflüssen, wie z. B.: Strahlung, UV-Licht, Temperaturextreme …
- eine menschenfreundliche Atmosphäre, wie z. B.: Druck, Sauerstoff, Luftfeuchtigkeit, …
- Gravitation (für Langzeitoperationen notwendig)
- Nahrungsmittel, Wasser, ...

Sicherheit:
- medizinische Versorgung
- Zuverlässigkeit der Technik
- Rettungssysteme

Die physiologischen Bedürfnisse werden im Wesentlichen von den Habitaten erfüllt. Es kann zwischen drei Habitatformen unterschieden werden:
- bewohnbare Planeten
- planetare Stationen
- orbitale Stationen.

Bewohnbare Planeten, neben der Erde, sind in unserem Sonnensystem nicht vorhanden, so dass diese Habitatform für die ersten drei Stufen vorerst nicht in Frage kommt. Es wird zwar theoretisch angedacht, durch Terraforming auf Planeten, wie beispielsweise dem Mars oder der Venus, eine Umwelt zu erzeugen, die ein Überleben ohne künstliche Habitate für den Menschen ermöglicht, jedoch sprechen einige Argumente gegen solch ein Geoengineering. Vor allem sind solche Eingriffe in naher Zukunft aus Kosten- und Technologiegründen nicht absehbar. Die zweite Form sind planetare Stationen, die mit bewohnbaren Planeten das Vorhandensein von Ressourcen gemein haben. Durch In-Situ-Technologien können zahlreiche für das Überleben notwendige Ressourcen im Umfeld der Habitate gewonnen werden, wohingegen bei orbitalen Stationen, wie der ISS, sämtliche Ressourcen, bis auf die Energie, durch logistische Prozesse zur Verfügung gestellt werden müssen.

### Stufe 1 – Kolonisation im Erdraum
Die Kolonisierung im Erdsystem kann mittels zwei Stufen beschrieben werden: zum einen der Aufbau und Ausbau von orbitalen Stationen und zum anderen der Aufbau von planetaren Stationen auf dem Erdmond. Aufgrund vergangener und gegenwärtiger Missionen konnten einige Nationen im Bereich der orbitalen Stationen schon einige Erfahrung sammeln. Bisher haben es jedoch nur die USA (mit dem Apollo-Programm) geschafft, Menschen auf dem Mond zu landen. Die Schaffung einer entsprechenden Weltrauminfrastruktur, d. h. die Errichtung und der Betrieb von Raumhäfen und Transportsystemen, ist Grundvoraussetzung für die Weltraumkolonisierung und ein wesentlicher Bestandteil der ersten Stufe der Kolonisierung.

#### Orbitale Stationen

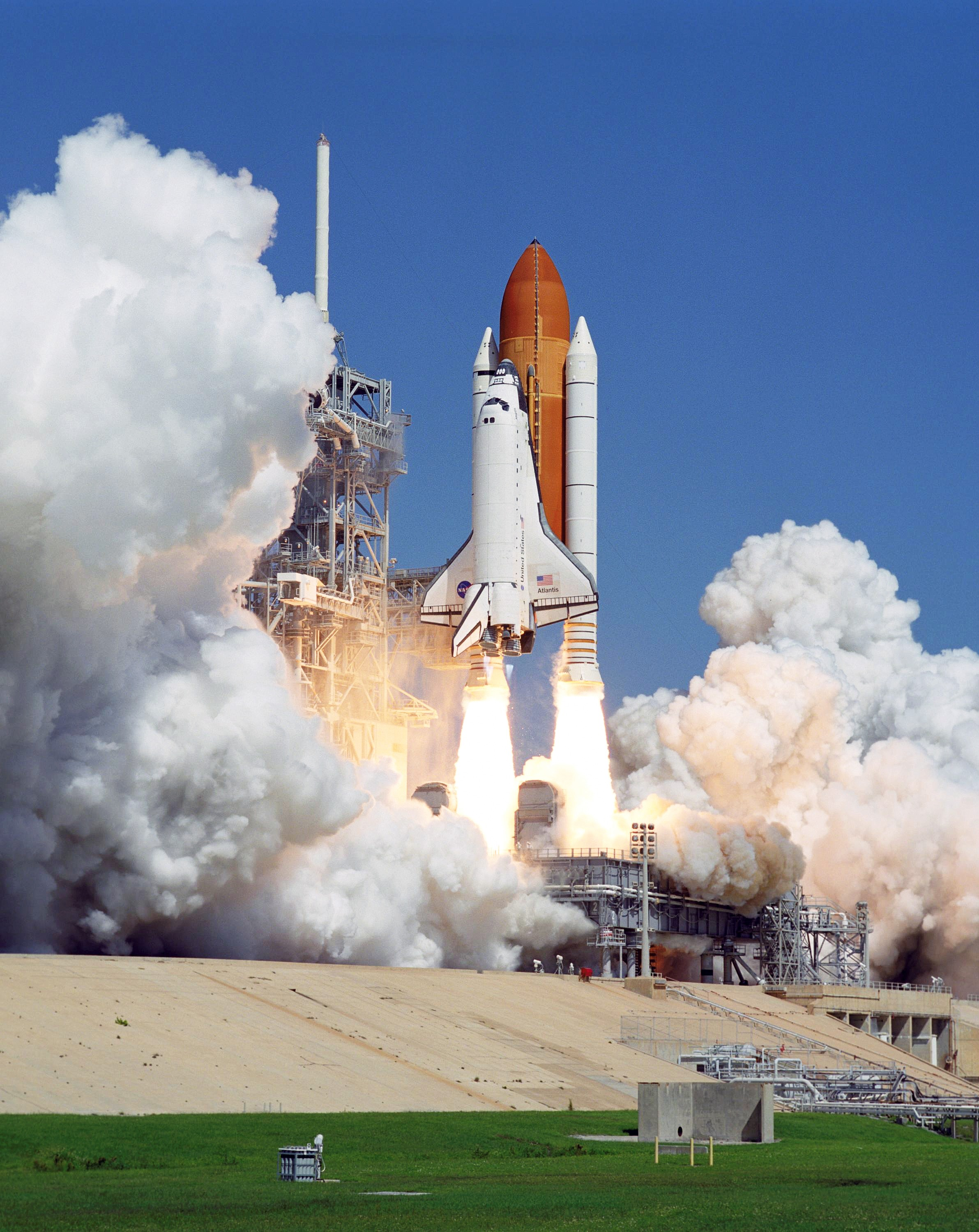
Die Atlantis startet zur Mission STS-115

Zu Beginn der Entwicklung von Raumstationen und -laboren stand die Nutzung zu Spionagezwecken im Vordergrund. Dies änderte sich mit dem Fortschreiten der Entwicklung elektronischer Komponenten und dem damit einhergehenden Bau von Spionagesatelliten. Die Habitate werden seitdem für Forschungszwecke, zur Nutzung der Umweltbedingung des Weltraums wie der Mikrogravitation und des Vakuums, verwendet. Der Nachteil der orbitalen Stationen ist die logistische Versorgung mit allen Gütern, die zum Überleben benötigt werden, wie beispielsweise Wasser, Sauerstoff usw. Durch entsprechende technologische Entwicklungen im Bereich der Lebenserhaltungssysteme, wie der Wasser- und Atemluftaufbereitung, konnte der Verbrauch in diesem Bereich erheblich reduziert werden.
Raumstationen:
- Stationen:
  - aktuelle: ISS; CSS
  - ehemalige: Saljut (DOS), Kosmos 557, Skylab, Mir, Tiangong 1, Tiangong 2
- Labore:
  - ehemalige: Manned Orbiting Laboratory, Saljut (Almas)

Bedingungen:
- Vakuum
- Mikrogravitation

Benötigte Technologien:
- Wohn-, Arbeitsräume, Hygieneeinrichtungen, Schleusen
- Lebenserhaltungssysteme (Atemgas und Wasseraufbereitung)
- Thermalkontrollsysteme
- Kommunikationssysteme
- Bahn- und Lageregelungssysteme (AOCS)
- Schutzschilde gegen Kleinmeteoriten und Weltraummüll
- usw.

Visionen
Neben existierenden Systemen gibt es eine große Anzahl von Visionen, hierzu zählen unter anderem: die Bernal-Sphäre, der O’Neill-Zylinder oder der Stanford-Torus. Diese Systeme sind aufgrund der derzeitigen Entwicklungsstufe (Technologiestufe) noch Science-Fiction und werden in diesem Zusammenhang vorerst nicht näher betrachtet.
Weltraumlift
Das Konzept eines Weltraumlifts bzw. -aufzuges, zum schnelleren und effizienteren Transport von Menschen und Materialien in den Erdorbit und darüber hinaus, wird hingegen bereits ernsthaft ausgearbeitet. Neben der NASA arbeiten diverse Privatunternehmen an Plänen, wie etwa der japanische Baukonzern Ōbayashi, der einen Weltraumlift mit einer Station in 36.000 km Höhe errichten will. Das US-amerikanische Unternehmen LiftPort Group hat es sich sogar zum Ziel gesetzt, einen Lift zwischen der Erdoberfläche und der Mondoberfläche und einer in 55.000 km Höhe befindlichen Raumstation zu bauen. Für diesen Zweck soll ein 250.000 km langes Seil in der Mondoberfläche verankert und bis zu einem in der Umlaufbahn befindlichen Lagrangepunkt (Gleichgewichtspunkt) geführt werden.

#### Planetare Stationen

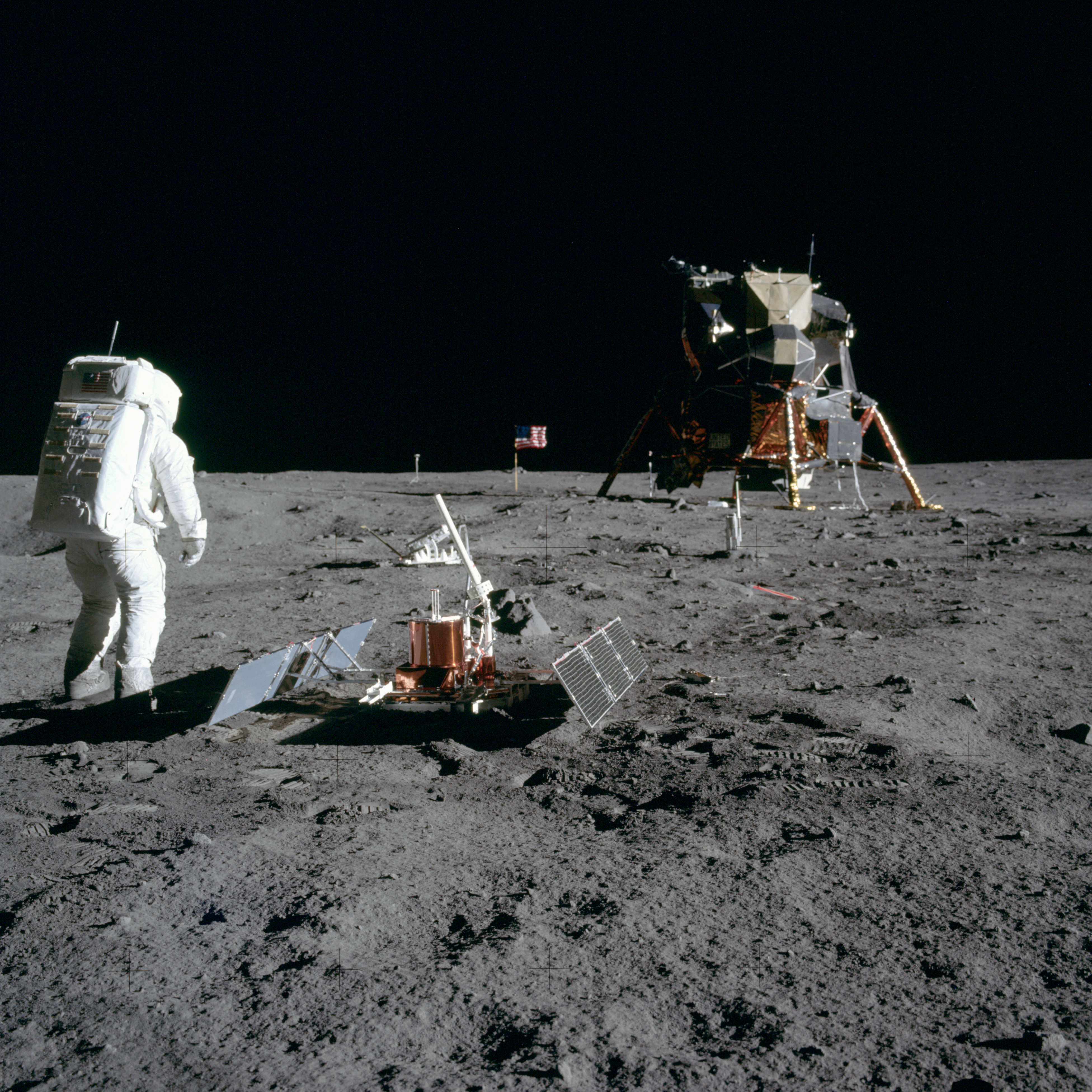
Astronaut Aldrin vor der Mondlandefähre (Apollo 11)

Das bisher einzige Programm, das zu einer Mondkolonisation hätte führen können, war das Apollo-Programm. Dieses wurde jedoch aufgrund von Budgetkürzungen und des umstrittenen Nutzens für die Wissenschaft nach der 6. Mondlandung (Apollo 17) eingestellt. Neben dem US-amerikanischen Programm wurde auch ein sowjetisches Mondprogramm betrieben. Das sowjetische Programm für eine bemannte Mondlandung verzögerte sich aber aufgrund technischer Mängel und wurde schließlich 1974 eingestellt.
Bedingungen:
- fehlender Schutz des Erdmagnetfelds/der Magnetosphäre (ortsabhängig)
- Vakuum
- zweiwöchiger „Tag“, dann zwei Wochen „Nacht“, daraus resultierende hohe Temperaturdifferenzen auf dem Großteil der Mondoberfläche mit Ausnahme einiger Flächen an den Mondpolen, wo permanent Licht einfällt
- Vorhandensein von Ressourcen.

Technologien:
- siehe orbitale Stationen (ohne AOCS)
- zusätzlicher Strahlungsschutz, wie z. B. Energieschilde oder Materialanhäufung
- In-Situ-Technologien.

Bevor die Menschheit in Stufe 2 vorstößt, sehen viele Pläne eine Besiedelung des Mondes vor. Es werden zwar derzeit praktische Untersuchungen auf der Erde in Bezug zu Stationen auf dem Mars durchgeführt, aber nur ein realer Feldversuch kann die entsprechend erarbeiteten Grundlagen verifizieren. Hierfür bietet der Mond ideale Bedingungen. Ein Flug zum Mond dauert nur wenige Tage, so dass im Falle eines Unglücks eine Rettungsmission, entweder aus dem Erdorbit oder von der Erdoberfläche, gestartet werden kann (zusätzlich kann auch eine Evakuierung von der Mondoberfläche aus erfolgen). Einer von vielen möglichen Unfällen trat bei Apollo 13 auf. Hier explodierte einer der Sauerstofftanks nach dem Einschuss in eine Transferbahn zum Mond. Für eine Marsmission hätte dieser Unfall fatale Folgen gehabt.
Auf dem Mond können, auf der der Erde zugewandten Seite, Erdbeobachtungssysteme oder, auf der von der Erde abgewandten Seite, Radioteleskope installiert werden, die durch die Stationsbesatzung gewartet werden können. Aufgrund der fehlenden seismischen Aktivitäten und der fehlenden Atmosphäre bietet der Mond hervorragende Bedingungen für Beobachtungssysteme, jedoch sind die Kosten für solch eine Installation hoch. Eine Mondbesiedelung ist, neben all den aufgeführten oder vernachlässigten Argumenten, vor allem unter den Gesichtspunkten von Feldversuchen zu Stationsaufbau und -betrieb sowie im Umgang mit vor Ort vorhandenen Ressourcen bedeutend. Begründungen für die Vorteile einer solchen Mission, Skizzen und Konzepte sind zahlreich vorhanden, jedoch ist eine solche Unternehmung nur im internationalen Rahmen möglich. Siehe hierzu den Abschnitt Kostenbetrachtung. Erst wenn dieser Schritt erfolgt ist, kann die Menschheit mit gutem Gewissen die Stufe 2 erreichen.

### Stufe 2 – Kolonisation im inneren Sonnensystem
Zum inneren Sonnensystem gehören neben dem Erdsystem auch die Planeten Merkur, Venus, Mars mit seinen Monden Phobos und Deimos und der Asteroidengürtel, als Grenzbereich des inneren Sonnensystems. Aufgrund der Eigenschaften von Merkur (−173 °C bis +427 °C) und Venus (+497 °C, 92 bar) ist eine Kolonisation aus technischer Sicht derzeit nur auf dem Mars oder im Asteroidengürtel durchführbar. Es existieren zwar Visionen zu einer Merkur- und Venuskolonisation, jedoch ist die Errichtung von Habitaten und die Nutzung von Ressourcen, was den Kolonien eine gewisse Unabhängigkeit von Transportgütern ermöglicht, in Bezug zum heutigen Technologiestand am einfachsten auf dem Mars und ggf. im Asteroidengürtel zu gewährleisten.

#### Der Planet Mars
Im Gegensatz zu einem Flug zur ISS oder zum Mond, welcher einige Tage dauert, dauert eine Reise zum Mars oder zu den anderen Planeten des inneren Sonnensystems mehrere Monate. Dies bedeutet, dass neben den planetaren Habitaten vor Ort auch dem Transportsystem (orbitales Habitat) eine besondere Rolle zukommt.

##### Orbitale Stationen – Transportsystem

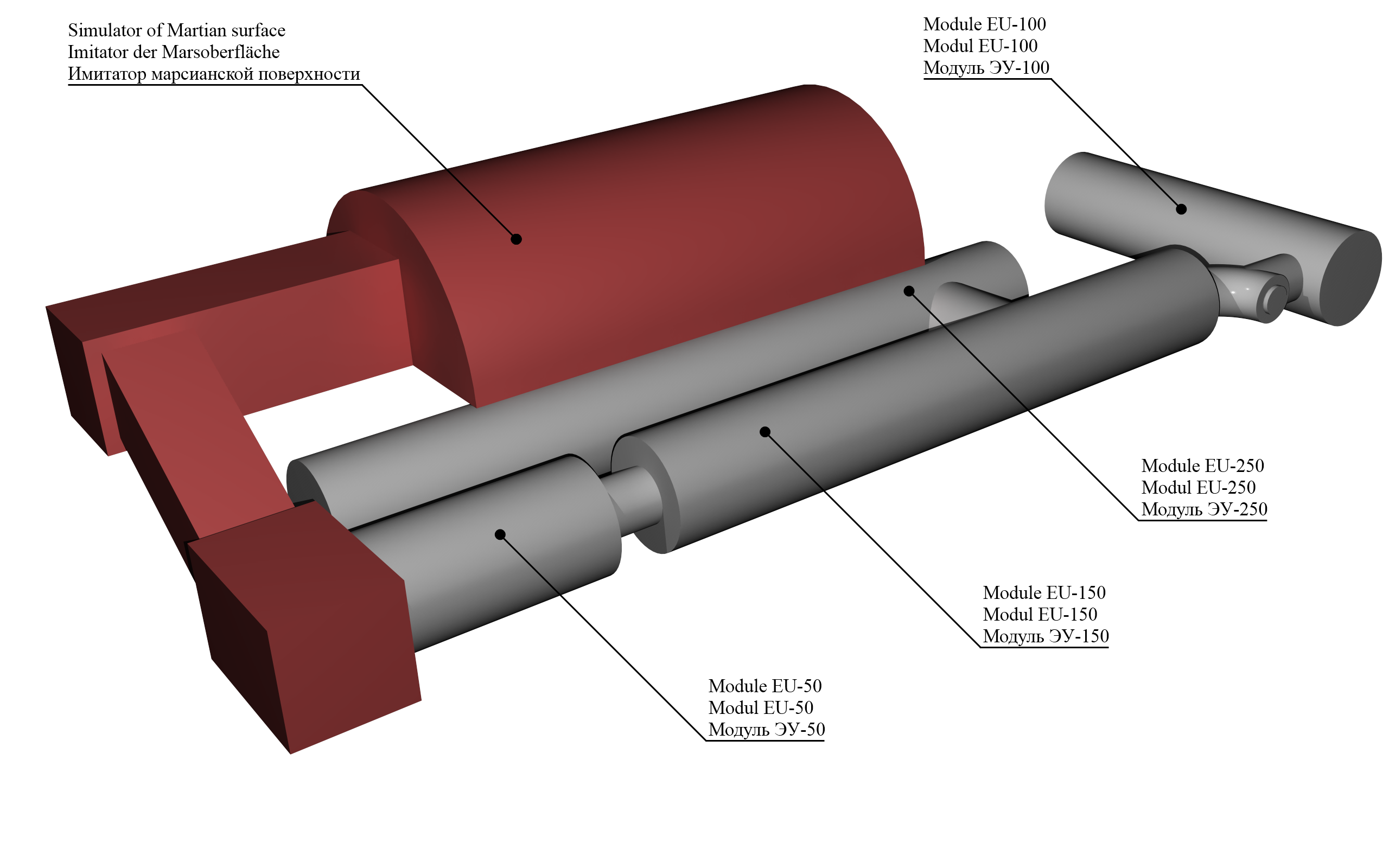
3D-Modell des Mars-500-Komplexes

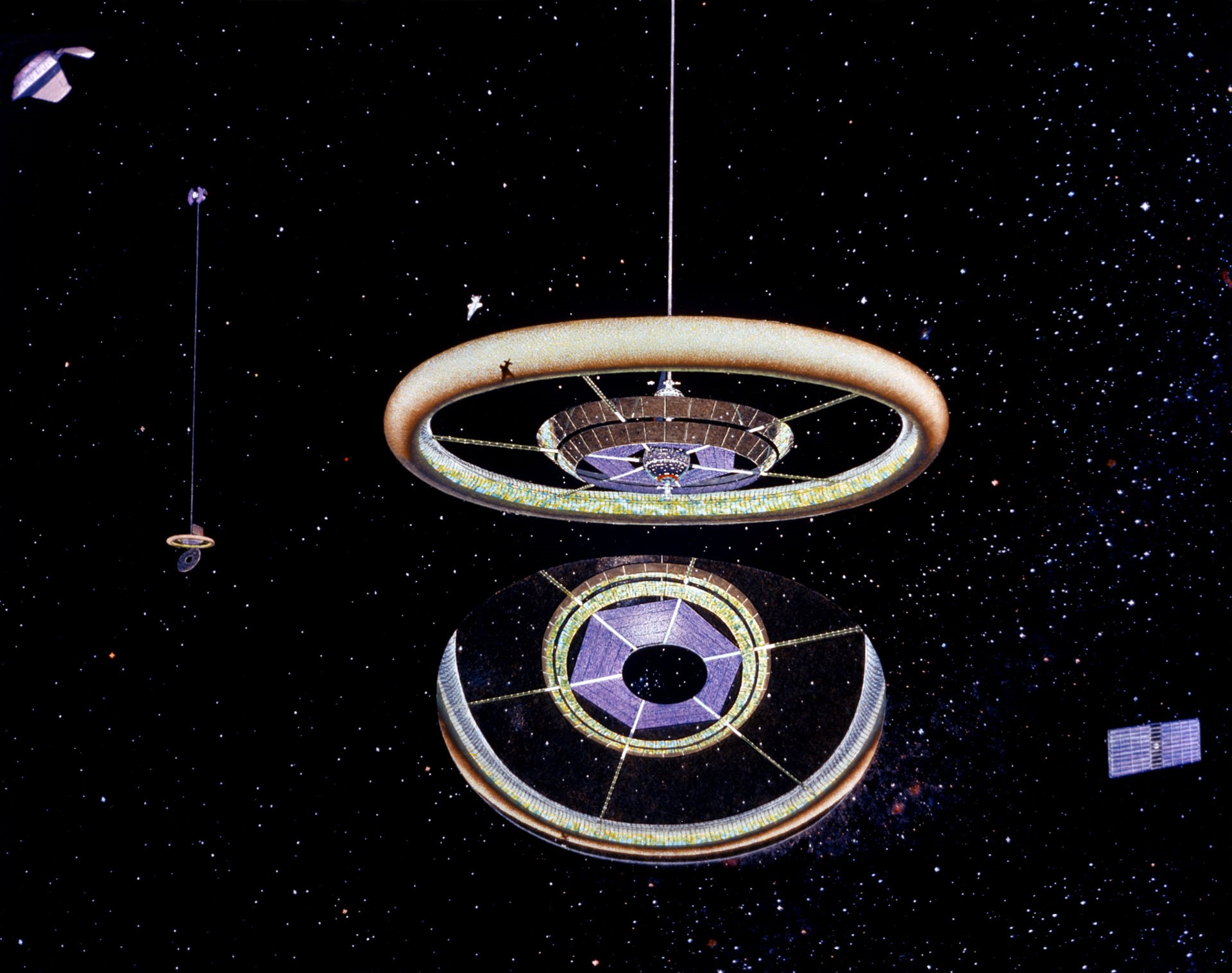
Stanford-Torus – Rotierender Habitatring für künstliche Gravitation mit nicht rotierendem Sonnenlichtreflektor (Spiegel) – von Donald E. Davis

Aufgrund der kurzen Missionsdauer war und ist der Platzbedarf in Erd-Transportsystemen eher gering (siehe Sojus und Apollo). Für eine Marsmission kann ein solches Transportsystem nicht verwendet werden. Zur Lösung des Problems bedient sich die Science-Fiction-Literatur häufig der Kryonik oder des Winterschlafs, bei denen die Besatzungsmitglieder den Flug zum Mars oder zu anderen Planeten in einer Art „Schlafphase“ verbringen. Nach dem heutigen technologischen Stand ist dies nicht möglich, was zur Folge hat, dass der Crew genügend Platz, eine Beschäftigung und alle notwendigen Ressourcen für die Dauer des Fluges bereitgestellt werden müssen, im Gegensatz zu einem Transport in der Schlafphase. Hierfür wurde das Mars-500-Projekt durchgeführt, das einen bemannten Flug zum Mars simulieren sollte. Neben den physischen Anstrengungen für die Besatzung sollten auch psychologische Fragestellungen näher untersucht werden. Kritiker werfen dem Projekt eine gewisse Realitätsferne vor, da einige Missionsparameter nicht mit einer realen Marsmission vergleichbar wären. Daneben sind auch viele Fragen bezüglich des Zusammenhangs von Organismus, Mikrogravitation und Langzeitmissionen noch nicht geklärt, sodass ein orbitales Habitat eventuell eine künstliche Gravitation (durch eine Zentrifugalkraft) zur Verfügung stellen muss, was mit einer Massenerhöhung des Habitats einhergeht.
Bedingungen
- fehlender Schutz einer Magnetosphäre
- fehlende Gravitation
- Vakuum.

Missionsparameter
- Kommunikationsstrecke max. 2 × 20 Minuten
- Dauer ungefähr ein Jahr, abhängig von der Mission
- Rettungsmöglichkeiten (keine/eingeschränkt).

Benötigte Technologien
- Komponenten einer Raumstation
- Mikrometeoritenschutz
- Strahlungsschutz
- optional: künstliche Gravitation.

Sind die psychologischen, physischen und technologischen Fragen bezüglich des Transportes zum Mars geklärt, tauchen, nach dem Einschwenken in einen Marsorbit (gegebenenfalls durch Abbremsung mittels eines Aerobraking-Manövers), weitere bisher unzureichend gelöste Fragestellungen auf:
- Soll das orbitale Habitat bemannt oder unbemannt den Mars umkreisen?
- Welche Technologien und Instrumente werden für die planetaren Habitate benötigt?
- Welche Forschungen können durchgeführt werden?

##### Planetare Stationen

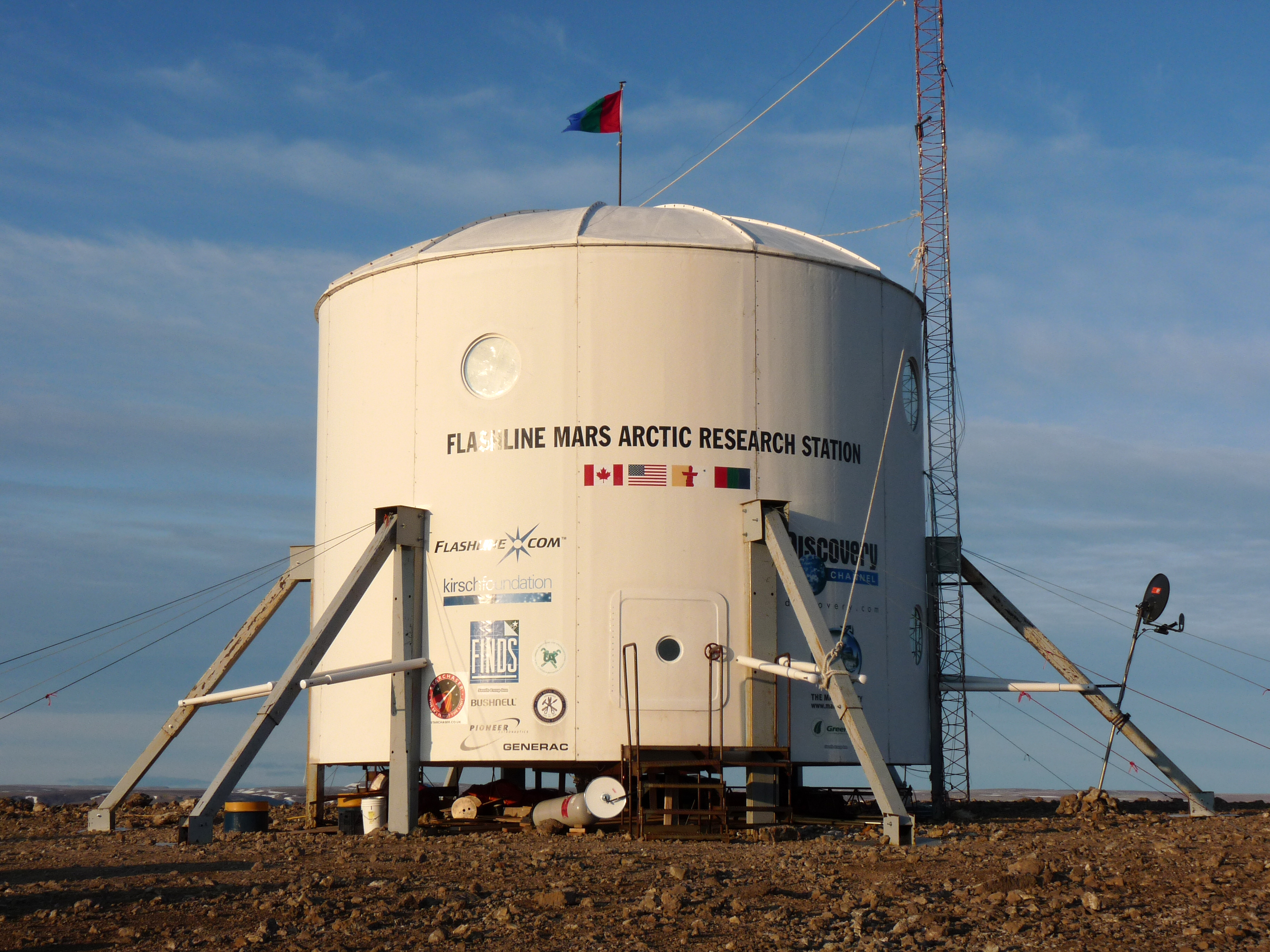
Das FMARS-Habitat 2009

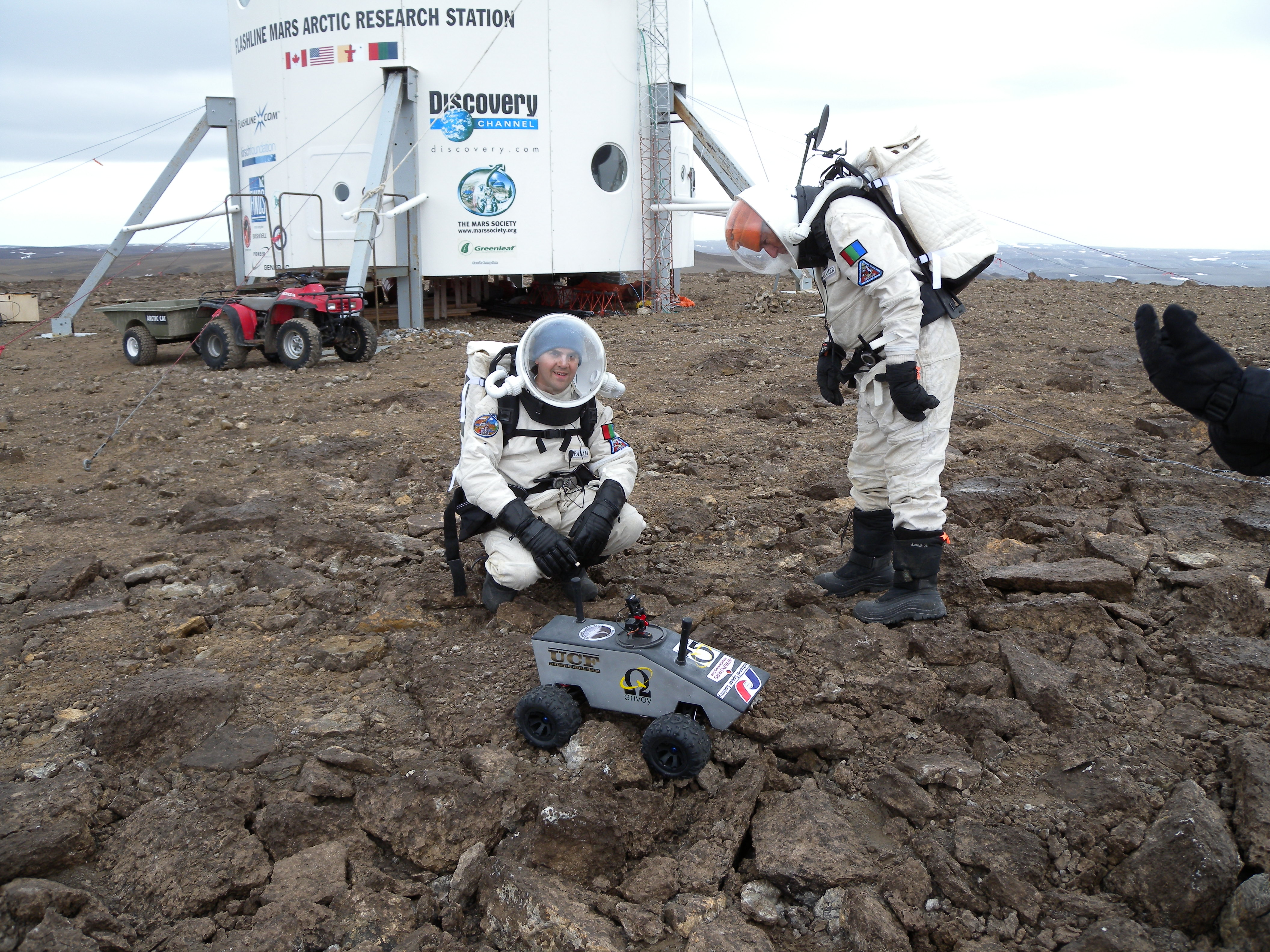
FMARS-Crew-Mitglieder Joseph Palaia und Vernon Kramer bringen den Prototyp des Omega-Envoy-Mondrover zum Einsatz (2009).

Der Aufbau von planetaren Habitaten hängt im Wesentlichen von den Missionsparametern ab. So schlägt Robert Zubrin in „Entering Space: Creating a Spacefaring Civilization“ vor, mehrere Habitate in aufeinander folgenden Erdjahren zum Mars zu schicken und diese in einem Abstand von 100 km zu stationieren. Die Habitate besitzen In-Situ-Technologien zur Produktion von Treibstoff und Sauerstoff, die automatisch starten, sobald das Habitat gelandet ist. Die bemannte Mission startet dann, wenn mindestens ein Habitat einen vollen Ressourcenpool besitzt und ein zweites Habitat als Notfall- bzw. Rettungshabitat zur Verfügung steht. Zur Erforschung von möglichen Technologien zu planetaren Habitaten startete die Mars Society auf der kanadischen Insel „Devon Island“ das Experiment Flashline Mars Arctic Research Station (FMARS). Das Ziel der Simulation ist die Bestimmung der Habitateinrichtung, Crewgröße, Ausrüstung und Prozeduren für planetare Erforschungsmissionen. Die FMARS Station ist eine von vier durch die Mars Society geplanten Einrichtungen (Mars Desert Research Station (MDRS), European Mars Analog Research Station und Australia Mars Analog Research Station (MARS-OZ)). Die Missionen lieferten zahlreiche Erkenntnisse in Bezug auf den Aufbau und das Umfeld von planetaren Aktivitäten.
Bedingungen
- fehlender Schutz einer Magnetosphäre (lokale Magnetfelder vorhanden)
- Atmosphäre von 0,006 bar
- Gravitation
- Vorhandensein von Ressourcen.

Erkenntnisse aus FMARS, DMARS, MARS-OZ
- mehrere Marsrover und elektronische Navigationshilfen für EVAs (Außeneinsätze) notwendig
- eine „Garage“ für Reparaturen die im EVA-Anzug am Rover nicht durchgeführt werden können
- eine Kontamination mit Marsstaub ist kaum vermeidbar (technische/gesundheitliche Risiken?)
- Änderungsvorschläge für EVA-Anzüge
- Vorschläge zur einheitlichen Untersuchung von mikrobiologischen Kulturen
- Rahmenbedingungen für Missionsabläufe.

Sonstige Technologien
- In-Situ Technologien zur Ressourcengewinnung[15]

Obwohl noch zahlreiche Fragen unbeantwortet sind, existieren bereits einige Vorschläge, wie eine Mission zum Mars aussehen könnte, in Form einer Skizze, eines Buches oder als Paper. Die Kostenbetrachtung bleibt bei solchen Missionskonzeptionen meistens offen.

#### Der Asteroidengürtel

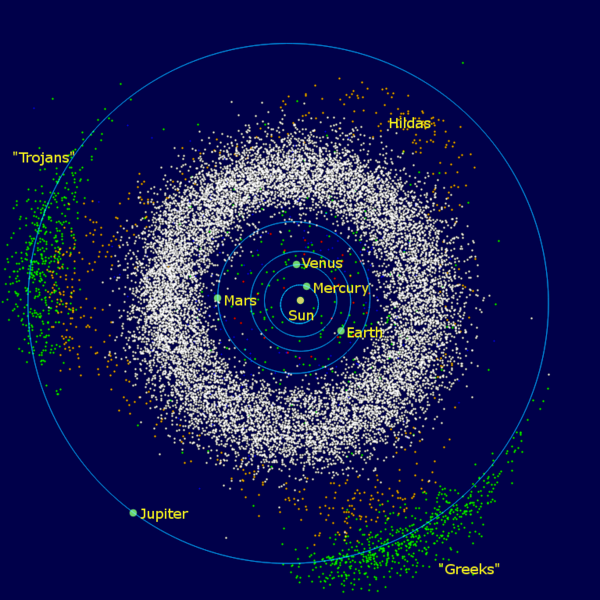
Der Asteroidengürtel (weiß) und die Trojaner-Asteroiden (grün)

Der Asteroidengürtel erstreckt sich zwischen Mars und Jupiter von 2 bis 3,6 AE. Dieser bildet die Grenze zwischen dem inneren und dem äußeren Sonnensystem und umfasst mehr als 800.000 bekannte Objekte. Eine „Kolonisation“ des Gürtels, in denen Objekte von einigen Metern bis Kilometern vorhanden sind, ist kritisch zu betrachten. Neben der fehlenden Gravitation, eventuell ungleichmäßig verteilten Ressourcen ist eine Kollision eines Asteroiden (und dessen Kolonie) mit anderen Objekten nicht ausgeschlossen. Eine besondere Bedeutung erhält der Asteroidengürtel und andere erdnahe Objekte (eng.: Near Earth Asteroid, NEA) unter Berücksichtigung der vorkommenden Ressourcen. So soll die Konzentration von Platin-Gruppenmetallen in Erdminen bei ca. 4–6 ppb liegen, wohingegen die Konzentration bei Asteroiden auf 40–60 ppb geschätzt wird. Inwieweit die Schätzungen mit der Realität übereinstimmen und ob die höhere Konzentration eine kostengünstigere Gewinnung zulässt, ist eine andere Frage. Dieser Aspekt bietet jedoch eine Möglichkeit, die als Asteroidenbergbau bezeichnet wird und für die Weltraumkolonisation von besonderer Bedeutung ist:
1. Begünstigt das wirtschaftliche Interesse zur Entwicklung eines weltraumbezogenen Bergbaus, das der Kolonisierung zugutekommt.
2. Stellt einen Ressourcenpool für die Kolonisierung des äußeren Sonnensystems dar.

Bedingungen
- fehlende Magnetosphäre
- Vakuum
- Mikrogravitation
- Vorhandensein von Ressourcen
- Solarstrahlung 105–340 W/m².

Benötigte Technologien
- analog den orbitalen Stationen zu einer Marskolonisation
- In-Situ-Technologien.

Die Entfernung des Asteroidengürtels von der Sonne führt zu einer geringeren Sonnen-Strahlungsleistung pro Fläche als bei der Erde (≈1360 W/m²) oder dem Mars (≈600 W/m²). Dies hat zur Folge, dass das Leistungs-Masse-Verhältnis von Solarpanels so gering ist (heutiger Technologiestand), dass andere Energieversorgungssysteme in Betracht gezogen werden müssen. Diese Umweltbedingung ist vor allem für die nachfolgenden Stufen von Bedeutung.

### Stufe 3 – Kolonisation des äußeren Sonnensystems

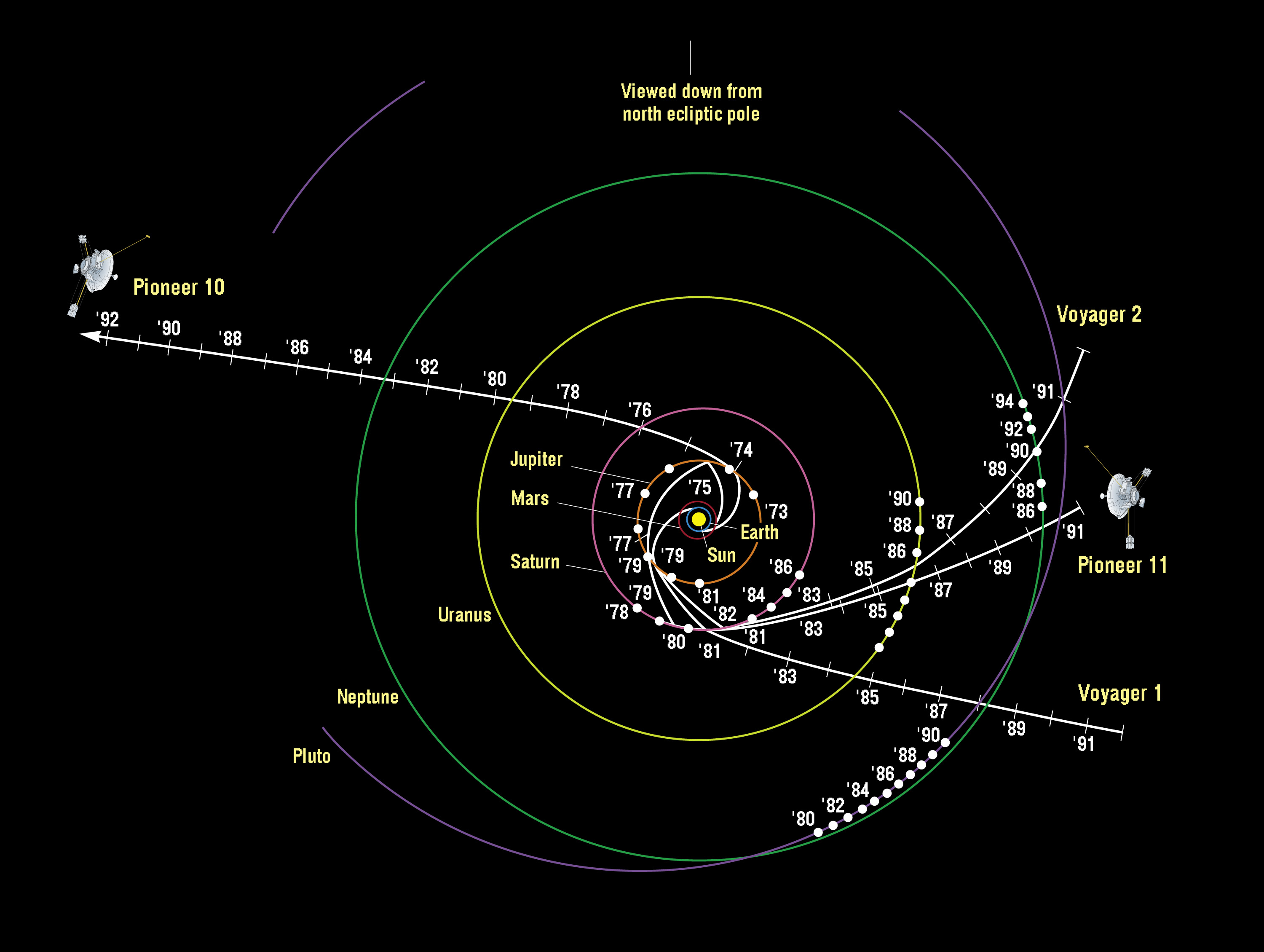
Missionen zum äußeren Sonnensystem: Pioneer 10, Pioneer 11, Voyager 1 und Voyager 2.

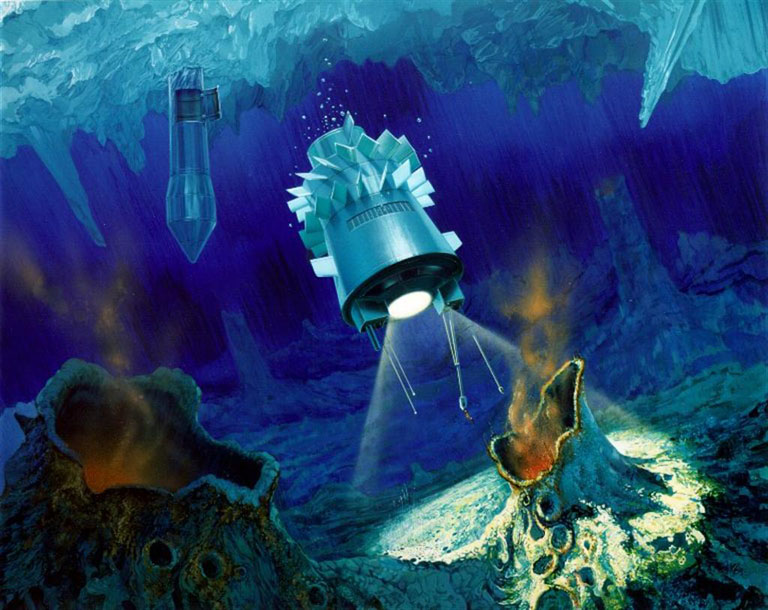
Ein Kryobot setzt einen Hydrobot in Europas hypothetischen Ozean aus.

Ein wesentlicher Unterschied zwischen dem inneren und äußeren Sonnensystem ist die zur Verfügung stehende Strahlungsleistung der Sonne pro Einstrahlungsfläche. Dies führt aus technischer Sicht zu einem Wechsel in der Energieversorgung von Raumsonden. Alle bisherigen Raumsonden zum äußeren Sonnensystem verwendeten anstatt von Solarpanels Radionuklidbatterien. Neben der Einschränkung in der technischen Energiegewinnung werden auch alle Prozesse, die auf Photosynthese beruhen, beeinträchtigt. Dies hat Einfluss auf das Transportsystem (orbitale Stationen) und die planetaren Stationen.
Missionen ins äußere Sonnensystem
- Pioneer 10 und Pioneer 11
- Voyager 1 und Voyager 2
- Galileo
- Cassini-Huygens
- New Horizons.

#### Orbitale Stationen – Transportsystem
Ein Transportsystem für Reisen ins äußere Sonnensystem ist unweigerlich komplexer als ein Transportsystem für den Mars. Neben einer anderen Energieversorgung ist auch die Missionsdauer länger. Für die Energieversorgung bedeutet das, dass neben Kernspaltung und radioaktiven Zerfällen für zukünftige Missionen auch Kernfusion in Betracht gezogen wird. Antimaterie ist ebenfalls als Energiequelle vorstellbar, kann derzeit aber nicht in ausreichender Menge erzeugt werden. Bei allen Quellen muss die Ressource zur Energiegewinnung bei Missionsstart mitgenommen und kann danach möglicherweise am Zielort abgebaut werden (Hauptbestandteil der oberen Jupiterschichten ist Wasserstoff mit 89,8 %). Während eine Reise zum Mars ungefähr neun Monate dauert (siehe Viking-Missionen), dauert eine Reise zum Jupiter mit heutiger Technik schon eineinhalb Jahre (siehe Voyager 1 und Voyager 2). Das Habitat muss deshalb (bei einer Marsmission optional) eine künstliche Gravitation zur Verfügung stellen. Erst am Zielort stehen mit den Monden der Gasplaneten oder großen Objekten des Kuiper-Gürtels wieder Orte mit ausreichender Gravitation zur Verfügung. Selbst eine Mission zum Mars (⅓ der Erdgravitation) wird in Bezug auf eine fehlende Gravitation während des Hin- und Rückfluges und der geringeren Schwerkraft während des Aufenthalts als kritisch betrachtet. Einige Studien beschäftigen sich deshalb mit dem Aufbau eines solchen Transportsystems bzw. mit Habitaten, die eine künstliche Gravitation zur Verfügung stellen.

#### Planetare Stationen
Werden die planetaren Habitate näher betrachtet, stellt sich die Frage nach einem akzeptablen Zielort. Eine Besiedelung der Gasplaneten Jupiter und Saturn kann in ferner Zukunft analog der Idee einer Venuskolonisation („fliegende Städte“) erfolgen. Jupiter bietet ein eigenes Magnetfeld, welches die Habitate vor Strahlungseinflüssen von der Sonne schützen könnte. Die notwendigen Technologien hierfür sind jedoch noch nicht abschätzbar, so dass die Monde aus heutigem Technologiestand einen günstigeren Zielort darstellen. In den Listen der natürlichen Satelliten sind vor allem Monde von Interesse, die eine entsprechende Größe (> 2000 km, Erdmonddurchmesser bei 3476 km) besitzen (Ressourcenverfügbarkeit und Bereitstellung von „akzeptabler“ Gravitation):
Jupitermonde: Europa, Ganymed und Kallisto
Saturnmond: Titan
Neptunmond: Triton
Zwergplanet: Pluto.
Ganymed, mit 5262 km Durchmesser der größte Mond im Sonnensystem, bietet neben einer Gravitation auch Wassereis und ein eigenes Magnetfeld (neben den planetaren Körpern wie Erde und Merkur). Das Magnetfeld und die Gravitation sind zwar viel geringer als auf der Erde, jedoch könnte Ganymed unter diesen Bedingungen ein geeigneter Zielort für ein planetares Habitat sein. Auch Europa und Kallisto, auf denen ebenfalls Wassereis vorkommt, könnten sich für eine Besiedelung eignen. Auf Europa vermuten Wissenschaftler einen 100 km tiefen Ozean unter der Eiskruste. Während der Neptunmond Triton und der Zwergplanet Pluto ähnliche Charakteristiken wie Kallisto, Ganymed und Europa haben, besitzt der Saturnmond Titan eine Sonderstellung. Dieser wurde bei der Cassini-Huygens-Mission näher untersucht. Als zweitgrößter Mond des Sonnensystems besitzt dieser eine Atmosphäre, die auf der Oberfläche fünfmal dichter ist als die der Erde. Des Weiteren besteht diese zum größten Teil aus Stickstoff und enthält Kohlenwasserstoffe, so dass Titan als am erdähnlichsten im Sonnensystem gilt.

Während die Monde des Jupiters noch eine Oberflächentemperatur von ungefähr 50–150 Kelvin besitzen, nimmt die Temperatur zum Rande des Sonnensystems ab (Pluto 33–55 Kelvin). Auch die mittlere Dichte der Monde variiert von 1,5–3 g/cm³, was indirekt auf das Vorhandensein von Ressourcen Aufschluss geben könnte (Erdmond 3,3 g/cm³ und Erde 5,5 g/cm³). Interessant für eine Besiedelung ist, wie zuvor schon angedeutet, die Vermutung von Ozeanen unter den Oberflächen der Monde Ganymed, Kallisto, Europa und Titan.
Trotz günstiger Faktoren, wie das Vorhandensein z. B. eines Magnetfeldes, Wassereis und anderer Ressourcen, ist die Besiedelung des äußeren Sonnensystems, aufgrund des Fehlens von ausreichender Sonnenstrahlungsleistung und der tiefen Temperaturen, eine technologische Herausforderung, die mit der Entfernung von der Sonne weiter zunimmt. Die Besiedelung des äußeren Sonnensystems, mit der Erforschung und den Tests notwendiger Technologien, stellt damit die Vorstufe zur interstellaren Raumfahrt dar.

### Stufe 4 und 5 – das Verlassen des Sonnensystems (extrasolare Kolonien)

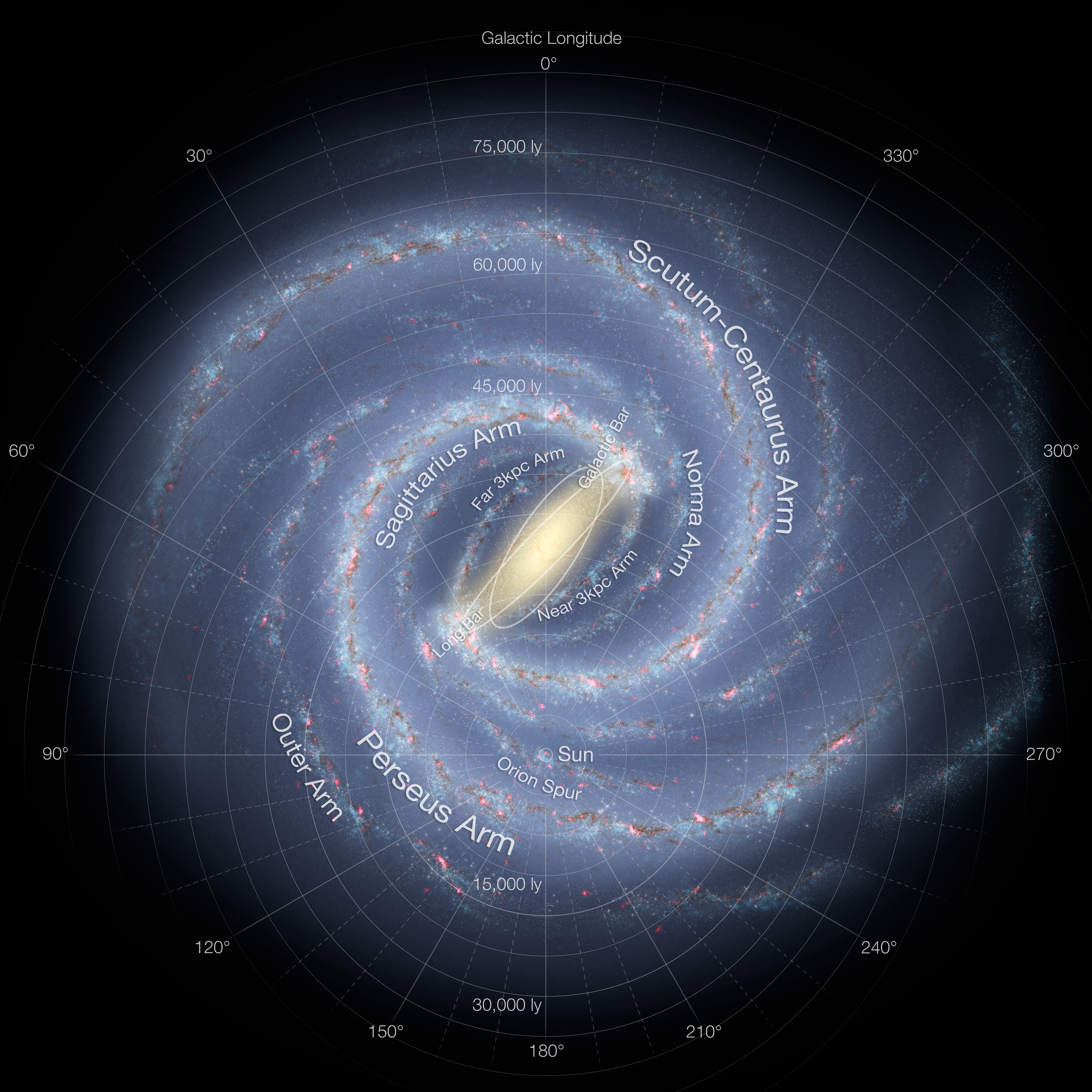
Schematische Darstellung des Milchstraßensystems. Die im Licht der H-α-Linie des Wasserstoffs rot leuchtenden Bereiche in den Spiralarmen sind Sternentstehungsgebiete.

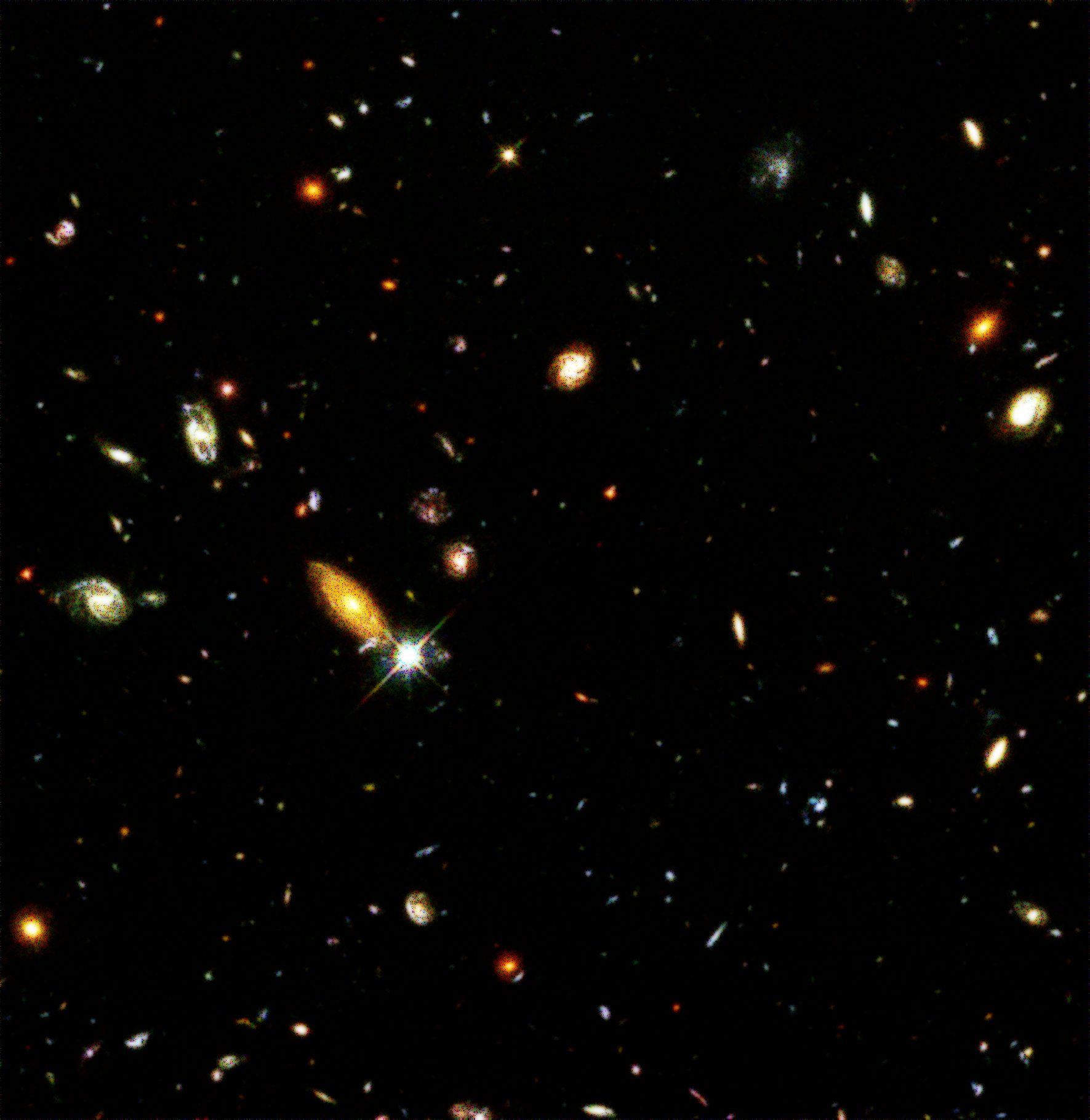
Galaxienhaufen, aufgenommen im Dezember 1995 (Hubble Deep Field Team)

Die letzten beiden Stufen beinhalten die interstellare Raumfahrt und die intergalaktische Raumfahrt. Aus Sicht der bemannten Raumfahrt sind diese zwei Stufen zurzeit noch pure Science Fiction. Jedoch existieren diverse Arbeiten, die sich mit dieser Thematik befassen. Allzu abwegig ist dieses Thema nicht, da sich die Raumsonde Voyager 1 nach Angaben der NASA im interstellaren Raum befindet. Verlässt ein künstliches Objekt den inneren Bereich des Sonnensystems, so muss dieses eine eigene Energieversorgung besitzen (siehe Stufe 3). Bei einem Verlassen des Sonnensystems mit einem konventionellen Antrieb muss die Energieversorgung über Jahrzehnte aufrechterhalten werden. Eine nähere Untersuchung des interstellaren Raums in der Nähe unseres Sonnensystems könnte eines Tages Aufschluss darüber geben, ob eine Mitnahme von Rohstoffen zur Energieerzeugung notwendig ist bzw. ob die interstellare Materie als Ressource verwendet werden könnte.
Neben der Energieversorgung ist die Entfernung das größte Problem. Der nächstgelegene Stern „Alpha Centauri“ ist 4,3 Lichtjahre entfernt, was 4,1·1016 m entspricht (41 Billionen km). Würde ein Raumschiff auf eine Geschwindigkeit von 0,1 c beschleunigt werden, dann würde dieses mindestens 43 Jahre (ohne Berücksichtigung der Beschleunigungszeiten) benötigen, um Alpha Centauri zu erreichen. Voyager 1 hingegen fliegt mit 17 km/s, bei dieser Geschwindigkeit würde Alpha Centauri nach rund 76.000 Jahren erreicht.
Aufgrund der langen Flugzeit werden interstellare Raumschiffe meist auch als Generationenraumschiffe bezeichnet, da die nächste Generation auf dem Raumschiff geboren wird (wenn die Crew unter normalen Lebensbedingungen die Reise antritt). Werden eines Tages Raumfahrtantriebe entwickelt und gebaut, mit denen ein Raumschiff eine relativistische Geschwindigkeit problemlos erreichen kann, dann würde ein weiterer Effekt aufgrund der Relativgeschwindigkeit zur interstellaren Materie auftreten: die Bremsstrahlung. Aufgrund der hohen Geschwindigkeit würde der Einschlag von interstellaren Partikeln eine ionisierende Strahlung erzeugen, die abgeschirmt werden müsste. Daneben existieren jedoch noch zahlreiche andere Fragestellungen, wie Crewgröße, Crewzustand (voll funktionsfähig, im Schlafzustand, als Embryonen, …), notwendige Fähigkeiten der Crew (als Gesellschaft), Ressourcen, Werkzeuge, Ersatzteile … so dass das Raumschiff über mehrere Jahrzehnte und unter der Berücksichtigung von Unfällen funktionstüchtig bleiben kann.
Während ein Flug zum nächsten Sternensystem noch vorstellbar ist, und sei es die pure Vision, so sind Reisen zur nächsten Galaxie nicht mehr greifbar. Die Andromeda-Galaxie ist die nächste Galaxie in der Nähe der Milchstraße, mit einer Entfernung von 2,5 Mio. Lichtjahren. Selbst die kühnsten Visionen können derzeit kein Transportsystem erahnen, da selbst das Licht schon 2,5 Mio. Jahre benötigt, um zur Andromeda-Galaxie zu gelangen.

## Kostenbetrachtung
Eine Kostenbetrachtung solcher Missionen kann nur indirekt erfolgen, da viele Projektausgaben für Forschung und Entwicklung auch interdisziplinär genutzt werden und bis auf das Apollo-Programm keine andersartigen Missionen (z. B. Flug zum Mars) stattgefunden haben. Eine indirekte Methode kann mittels der Referenzierung der Kosten über die Antriebsbedarfe (Transportaufwand von Material) erfolgen.

### Aufwandsabschätzung

Antriebsbedarfe

Um eine erste Abschätzung des Aufwands einer Weltraummission treffen zu können, wird der Antriebsbedarf näher betrachtet. Der Antriebsbedarf kann mittels der Vis-Viva-Gleichung und der Bestimmung der Fluchtgeschwindigkeiten berechnet werden. Hierbei ist die zweite kosmische Geschwindigkeit von Bedeutung (Fluchtgeschwindigkeit aus dem Gravitationsfeld). Alternativ existieren auch Übersichtstabellen (siehe Abbildung), die den Antriebsbedarf aufzeigen. Der Antriebsbedarf Δv kann dabei als Art „Energiebedarf“ betrachtet werden:
{\displaystyle \Delta E_{\mathrm {kin} }={\frac {1}{2}}m\Delta v^{2}}
Dies ermöglicht eine Summation der Bedarfe, wenn die Bedingungen der Raketengleichung eingehalten werden.
Um den Aufwand einer Mondbasis beurteilen zu können, werden die Fluchtgeschwindigkeiten von der Erde mit 11,2 km/s und für den Mond 2,3 km/s näher betrachtet (Summation 13,5 km/s). Für einen Vergleich ist jedoch nur der Bedarf vom unteren Erdorbit (LEO) zur Mondoberfläche von Interesse (siehe Kostenabschätzung). Es wird deshalb ein Antriebsbedarf von 5 km/s (Überschlagswert) angesetzt, wenn ein Antriebsbedarf von der Erdoberfläche zum LEO von 10 km/s angenommen wird (plus Antriebsbedarfe für Orbitmanöver). Der Aufbau einer Mondbasis in den Ausmaßen der ISS (Masse von 455 t), bei einer einheitlichen Triebwerksaustrittsgeschwindigkeit von 4000 m/s (Überschlagswert für chem. Triebwerke) hätte dann eine fiktive Startmasse von 1.588 t zur Folge, die in den LEO transportiert werden müsste. Hierfür wären 76 Starts mit der Trägerrakete Ariane 5 erforderlich (Beachte: simple Überschlagsrechnung). Darin enthalten ist jedoch nur der Aufbau einer Station mit der Masse der ISS auf dem Mond (Einweg-Transport). Die notwendige Masse im LEO beläuft sich dann auf das 3- bis 4fache von dem der ISS.
Um den Aufwand einer Marsbasis zu berechnen, kann zur Vereinfachung der Rechnung mittels der Raketengleichung als Referenz für das Δv die aufgezeigte Abbildung verwendet werden (die Berechnung des Antriebsbedarfs ist etwas aufwendiger). Eine Summation der Δv aus der Abbildung ergibt einen Antriebsbedarf von ungefähr 10 km/s. Wird wieder eine Referenzstation mit der Masse der ISS und eine Austrittsgeschwindigkeit von 4000 m/s als Referenzwert verwendet, wird eine fiktive Startmasse von 5.543 t im LEO benötigt. Dies entspricht der 10-fachen Masse der ISS.

### Kostenabschätzung
Die Kosten der ISS für die Entwicklung, den Bau und den Unterhalt belaufen sich seit dem Beginn 1985 als Space Station Freedom auf Schätzungen zwischen 35 und 100 Milliarden US-Dollar. Unter Berücksichtigung einer Projektzeit von ca. 20 Jahren ergibt sich ein Jahresbudget von ungefähr 1,5–5 Mrd. US-$/Jahr. Die ISS befindet sich hierbei im unteren Erdorbit (LEO). Die Kosten für den Transport belaufen sich bei der Trägerrakete Ariane 5 auf 7000 €/kg für den LEO und auf 16.000 €/kg für den geostationären Orbit (GEO). Alternativ können die Kosten noch über die Anzahl der Starts (≈22× für 455 t) mit der Ariane 5 Trägerrakete berechnet werden, deren Kosten bei 114 Mio. € liegt. Die Transportkosten würden rechnerisch alleine bei ungefähr drei Mrd. € liegen (4,2–12 % der Gesamtkosten, bei einem Wechselkurs von 1:1,4), was im Verhältnis zu den Gesamtkosten noch relativ niedrig ist.
Beachte: Zum größten Teil wurden die Raumstationsmodule mit dem Space Shuttle transportiert, was zur Folge hat, dass die Transportkosten deutlich höher liegen als bei der Überschlagsrechnung.
Das Apollo-Programm kostete nach heutigen Maßstäben, d. h. unter Berücksichtigung der Inflationsraten, ca. 120 Milliarden US-$ (85,7 Mrd. € bei einem Wechselkurs von 1:1,4) und erstreckte sich ungefähr über 10 Jahre, was ein Budget von 12 Mrd. US-$/Jahr zur Folge hat.
Die Kosten des Baus einer Mondbasis (Beispielrechnung 1.588 t in den LEO) betragen bei einer Ariane 5 Trägerrakete ungefähr 8,7 Mrd. € (76 Starts in den LEO). Damit sind die theoretischen Transportkosten um ein dreifaches größer als bei Orbitalstationen im LEO. Werden die Kostenverhältnisse (Transport/Gesamtprojekt) der ISS herangezogen, würde sich eine Mondbasis in der Größenordnung von 73–207 Mrd. € ergeben (vgl. geschätzte Kosten des Apollo-Programms von 85,7 Mrd. €). Über 20 Jahre verteilt kommt ein Jahresbudget von 3,7–10,4 Mrd. €/Jahr heraus. Unter Berücksichtigung des NASA-Budgets von 19 Mrd. US-$ (2009; 13,6 Mrd. € bei einem Wechselkursverhältnis von 1:1,4) und der Tatsache, dass weitere Investitionen in Transport und Infrastruktur notwendig sind, ist eine solche Missionsdurchführung (in der Größenordnung) nur international zu bewerkstelligen. Natürlich könnten kleinere Missionen mit geringeren planetaren Stationsausmaßen erfolgen (siehe Constellation-Programm), jedoch ist dann fraglich, ob die Missionen eine permanente Kolonisierung vorsehen.
Für eine Marsbasis in der Größenordnung der ISS (5.543 t in den LEO) werden 264 Starts mit Ariane 5 benötigt. Die Gesamtkosten für den Transport belaufen sich dann auf 30 Mrd. €. Dies entspricht den zehnfachen der Transportkosten für eine orbitale LEO-Station. Bei Berücksichtigung der theoretischen Transportkostenanteile der ISS würde eine solche Mission zwischen 250 und 714 Mrd. € kosten.
| Projekt   | Masse in LEO | Transportkosten | TFaktor | Projektkosten*                      |
| --------- | ------------ | --------------- | ------- | ----------------------------------- |
| ISS       | 455 t        | 3 Mrd. €        | 1       | 35–100 Mrd. €                       |
| Mondbasis | 1.588 t      | 8,7 Mrd. €      | 3×–4×   | 73–207 Mrd. € (Apollo: 85,7 Mrd. €) |
| Marsbasis | 5.543 t      | 30 Mrd. €       | 10×     | 250–714 Mrd. €                      |

* Referenzbasis sind die geschätzten Projektkosten der ISS
Die hier aufgezeigte Kostenbetrachtung ist eine Überschlagsrechnung und dient nur dem Aufzeigen des ungefähren Aufwands einer solchen Mission. Dies ist auch daran zu erkennen, dass die Inflationsraten eher vernachlässigt wurden. Die Berechnung kann deshalb keine Auskunft als Kosten-Nutzen-Rechnung geben, da viele Forschungsergebnisse, die auf der ISS gewonnen werden, der Grundlagenforschung dienen.
Die Überschlagsrechnung kann jedoch zur Bewertung der Aussage von Präsident Obama herangezogen werden, der das Constellation-Programm aufgrund zu hoher Kosten, des geringen Projektfortschritts und der fehlenden Innovation streicht.